# Alexandre Quennoz
Alexandre Quennoz (* 21. September 1978 im Kanton Wallis) ist ein ehemaliger Schweizer Fussballspieler und heutiger -trainer. Als Spieler spielte er auf der Position des Innenverteidigers und wurde mit dem FC Basel dreimal Schweizer Meister und zweimal Cupsieger.

## Karriere

### Als Spieler
Alexandre Quennoz fing seine Karriere in der U21-Mannschaft des FC Sion an. Im Juli 1996 wurde er in die 1. Mannschaft von Sion befördert. 1999 wechselte er zum FC Basel. Zuerst Stammspieler, sass er in den letzten Jahren vermehrt auf der Ersatzbank. Trotz Reservistendaseins verweigerte ihm der Club im Sommer 2005 die Freigabe an den FC Lausanne-Sport, der Quennoz ein Angebot unterbreitet hatte. Dies verärgerte Quennoz. Infolgedessen schlug er nach sieben Jahren, als sein Vertrag auslief, eine Verlängerungsofferte des FC Basel aus und wechselte zu Neuchâtel Xamax, das damals noch in der Challenge League spielte. Xamax stieg mit ihm, der einen Stammplatz innehatte, im Sommer 2007 wieder in die Super League auf. Im Mai 2009 absolvierte er sein letztes Spiel als Profi für Xamax und beendete hernach seine Karriere.

### Als Trainer
2017 wurde Quennoz bei seinem ehemaligen Verein FC Sion Jugendtrainer und übernahm die U18-Junioren. Im Sommer 2020 wurde er Trainer der U21-Mannschaft des Vereins. Zum Jahresende 2021 wurde er dort freigestellt. Im Sommer 2022 verpflichtete ihn der FC Lausanne-Sport als neuen Trainer seiner U21-Mannschaft, die zuvor in die fünftklassige 2. Liga interregional abgestiegen war. Mit einer Serie von 20 Siegen aus 29 Spielen erreichte er mit ihr 2023 den Wiederaufstieg, verließ den Verein am Saisonende jedoch wieder. Ein Jahr später kehrte er im Sommer 2024 in den Jugendbereich des FC Sion zurück und übernahm die U19-Junioren des Vereins.

## Erfolge
- 3× Schweizer Meister mit dem FC Basel: 2002, 2004, 2005.
- 2× Schweizer Cup mit dem FC Basel: 2002, 2003.
- Champions-League-Teilnahme: 2002 (Zwischenrunde) mit dem FC Basel.
- Aufstieg Saison 07/08 mit Neuchâtel Xamax